# 阿赖奥西斯
阿赖奥西斯是巴西马拉尼昂州的一个市镇。总面积1782.564平方公里，总人口39166人，人口密度22人/平方公里。